# Kurt Lessen
Kurt Lessen, auch Kurt von Lessen, eigentlich Si(e)gfried Carl Otto Johannes von Lützow (* 27. Februar 1877 in Wien; † 12. Februar 1960 in Salzburg) war ein österreichischer Schauspieler und Schriftsteller.

## Leben
Kurt Lessen war der Sohn von Karl von Lützow (1832–1897), Professor der Akademie der bildenden Künste in Wien. Auf Wunsch seines Vaters absolvierte er eine Ausbildung zum Offizier. Er nahm jedoch früh seinen Abschied vom Militär und ging zur Bühne. Er erhielt Engagements in Brünn, Olmütz, Troppau und Pressburg. Ab 1905 war er am Theater in der Josefstadt unter Josef Jarno tätig. Lessen trat als Kleinkünstler in der Hölle und im Chat Noir  auf, er übernahm Operettenrollen im Theater an der Wien, in den Kammerspielen und an der Neuen Wiener Bühne. In den Jahren von 1925 bis 1945 war er am Deutschen Volkstheater tätig, ab 1938 auch als Regisseur. Kurt Lessen entwickelte sein Repertoire vom Bonvivant und Komiker zum Charakterdarsteller, besonders im Volksstück war er erfolgreich.
Bei den Salzburger Festspielen verkörperte er 1935 und 1936 den Tod im Jedermann. Als Librettist arbeitete er unter anderem mit Alexander Steinbrecher (1910–1982) zusammen, mit dem er 1940 das Singspiel in vier Bildern Brillanten aus Wien schrieb.
Am 28. Juni 1932 heiratete der damals 55-Jährige in Wien die 18 Jahre alte Dora Thaler (1914–1970), eine spätere Kinder- und Jugendbuchautorin. Die Ehe wurde am 20. Juni 1949, also fast auf den Tag genau 17 Jahre nach der Schließung, geschieden.

## Filmografie
- 1920: Das siebente Gebot. Die Tragödie eines Kindes
- 1921: Frau Dorothys Bekenntnis
- 1922: Yves, die Gauklerin
- 1924: Garragan
- 1933: Der Musikant von Eisenstadt
- 1934: Der junge Baron Neuhaus
- 1936: Burgtheater
- 1936: Die Leuchter des Kaisers
- 1936: Die Puppenfee
- 1936: Mädchenpensionat
- 1936: Unsterbliche Melodien
- 1939: Unsterblicher Walzer
- 1939: Das jüngste Gericht
- 1942: Wien 1910
- 1953: Dein Herz ist meine Heimat